# Maxomys wattsi
Maxomys wattsi es una especie de roedor de la familia Muridae.

## Distribución geográfica
Es endémica de las selvas del centro de Célebes (Indonesia). 